# Šišava (Travnik)
Pour les articles homonymes, voir Šišava.
Šišava (en serbe cyrillique : Шишава) est un village de Bosnie-Herzégovine. Il est situé dans la municipalité de Travnik, dans le canton de Bosnie centrale et dans la fédération de Bosnie-et-Herzégovine. Selon les premiers résultats du recensement bosnien de 2013, il compte 200 habitants.

## Géographie
Le village est situé sur les pentes septentrionales du mont Vlašić.

## Démographie

### Évolution historique de la population dans la localité
| 1948 | 1953 | 1961 | 1971 | 1981 | 1991 | 2013 |
| ---- | ---- | ---- | ---- | ---- | ---- | ---- |
| -    | -    | 728  | 755  | 707  | 620  | 200  |

|  |